# Mornand-en-Forez
Mornand-en-Forez é uma comuna francesa na região administrativa de Auvérnia-Ródano-Alpes, no departamento de Loire. Estende-se por uma área de 21,6 km². Em 2010 a comuna tinha 491 habitantes (densidade: 22,7 hab./km²).